# HOK-Elanto
HOK-Elanto, Helsingfors handelslag Elanto - Helsingin osuuskauppa Elanto, är ett kooperativt SOK-anslutet affärsföretag i Helsingfors. 
HOK-Elanto inledde sin verksamhet vid ingången av 2004 i och med fusioneringen av HOK och Elanto. HOK grundades 1919 av borgerliga tidigare medlemmar i Elanto. Förutom livsmedelsbutikerna hade HOK redan före krigen restauranger. År 1952 öppnade HOK landets dåförtiden största hotell, Vaakuna, och 1972 invigdes hotell Hesperia. År 1987 sålde HOK butikerna till SOK och koncentrerade sig på hotell- och restaurangverksamhet. Men 1995 köpte HOK tillbaka livsmedelsaffärerna, varvid SOK tog över restaurangerna och hotellen. 
Dagens HOK-Elantos 140 livsmedelsaffärer och varuhus är uppdelade på kedjorna Prisma (supermarkets), S-market och Alepa. Nu ingår i HOK-Elanto återigen ett antal restauranger (120) och Ramada Hotel Presidentti, vilka är ett arv från Elanto. HOK-Elanto hade år 2009 535 154 medlemmar och 6 004 anställda. Omsättningen uppgick 2009 till omkring 1,6 miljard euro.